# Rugles
Rugles är en kommun i departementet Eure i regionen Normandie i norra Frankrike. Kommunen ligger i kantonen Rugles som tillhör arrondissementet Évreux. År 2022 hade Rugles 2 199 invånare.

## Befolkningsutveckling
Antalet invånare i kommunen Rugles
Referens:INSEE